# Direct Rendering Infrastructure

Komponenty grafického stacku Linuxu a Mesa 3D

Direct Rendering Infrastructure (DRI) je v informatice rozhraní pro akceleraci zobrazování v grafickém uživatelském rozhraní v prostředí X Window System. Zajišťuje bezpečný přístup uživatelským aplikacím k hardwaru grafické karty, aniž by data musela projít X Serverem.
Jeho primární využití je poskytovat hardwarovou akceleraci pro Mesa 3D což je implementace OpenGL používaná jako základ pro DRI ovladače OpenGL. Bez DRI musí programy pro vykreslování (rendering) používat procesor, což snižuje celkovou výkonnost počítačového systému. DRI byl přizpůsoben tak, aby poskytoval OpenGL akceleraci i na konzoli Linuxu (ve framebufferu), bez nutnosti běhu X Serveru. DRI je svobodný software.

## Historie
Projekt byl zahájen dvojicí Jens Owengg a Kevin E. Martin z Precision Insight. Poprvé bylo DRI široce zpřístupněno jako součást XFree86 4.0 a nyní je součástí X.Org serveru. V současné době ho spravuje komunita Free software movement.